# Billesley (West Midlands)
Billesley – dzielnica miasta Birmingham, w Anglii, w West Midlands, w dystrykcie Birmingham. Leży 7,4 km od centrum miasta Birmingham i 158,3 km od Londynu. W 2011 roku dzielnica liczyła 26 536 mieszkańców. Billesley jest wspomniana w Domesday Book (1086) jako Billeslei.